# Andreas Boyde

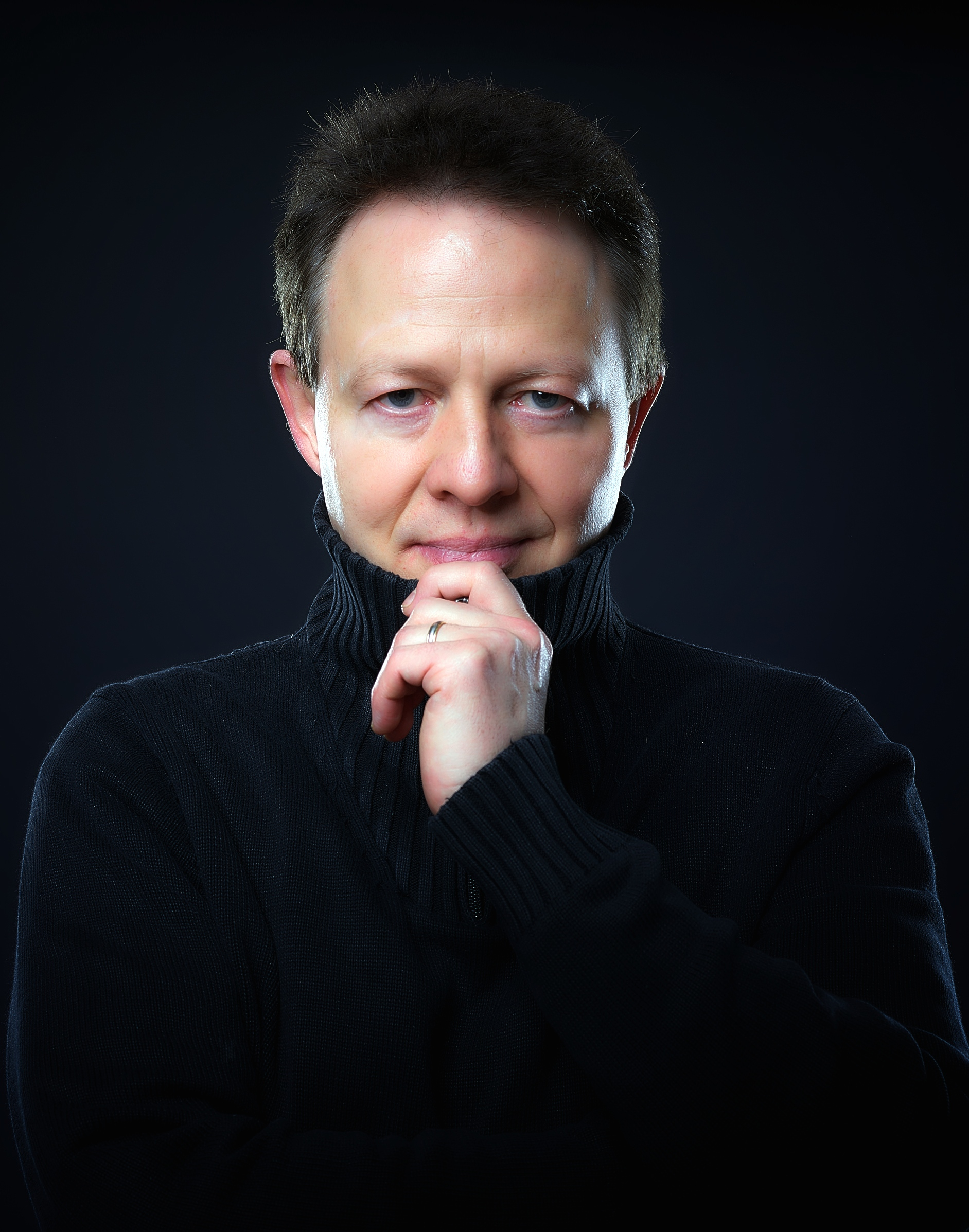
Andreas Boyde (2015)

Andreas Boyde (* 13. November 1967 in Oschatz) ist ein deutscher Pianist.

## Leben
Andreas Boyde studierte in Dresden bei Christa Holzweißig und Amadeus Webersinke sowie in London bei James Gibb. Entscheidend beeinflusste ihn sein Mentor und Förderer Malcolm Frager.
Der Pianist bereist internationale Musikzentren und konzertiert als Solist u. a. mit dem London Philharmonic Orchestra, der Sächsischen Staatskapelle Dresden, dem Malaysian Philharmonic Orchestra, dem Prague Radio Orchestra, der Dresdner Philharmonie, den Riesaer Symphonikern dem Norrköping Symphony Orchestra, den Virtuosi Saxoniae, dem Zürcher Kammerorchester, den Bamberger Symphonikern, dem Hallé Orchestra Manchester, dem Sinfonieorchester des Bolschoi-Theaters, den Dresdner Sinfonikern, den London Mozart Players und dem Berliner Sinfonieorchester. Des Weiteren ernannte ihn das Orchester Brandenburgisches Staatsorchester Frankfurt (Oder) zum Artist in Residence für die Spielzeit 2018/19.
Andreas Boyde brachte zeitgenössische Kompositionen wie Paul Schoenfields Klavierkonzert Four Parables zur europäischen Erstaufführung und das ihm gewidmete Klavierkonzert von John Pickard zur Uraufführung.
Der Pianist hat das Klavierwerk von Johannes Brahms für OehmsClassics in Koproduktion mit dem Westdeutschen Rundfunk auf CD eingespielt. Andreas Boydes Rekonstruktion der Schubert-Variationen von Robert Schumann ist beim Hofmeister Musikverlag erschienen.

## Auszeichnungen
- 2012: Eintrag in das Ehrenbuch der Stadt Oschatz
- 2023: Gellert-Preis[1]

## Diskografie
- Johannes Brahms: Das gesamte Klavierwerk
- Robert Schumann: Schumann-Klavierabend Düsseldorf
- Pjotr Iljitsch Tschaikowski: Klavierkonzert Nr. 2 G-Dur op. 44
- Modest Mussorgski, Maurice Ravel: Pictures & Reflections
- Antonín Dvořák, Paul Schoenfield: Klavierkonzerte
- Robert Schumann, Johannes Brahms: Variationen
- Alexander Nikolajewitsch Skrjabin: Prométhée op. 60